# Люблинско-Дмитровская линия
Любли́нско-Дми́тровская линия (в 1995—2007 гг. — Любли́нская линия) — десятая по официальной нумерации (одиннадцатая по хронологии) линия Московского метрополитена. Связывает через центр спальные районы севера и юго-востока Москвы. Первый участок «Чкаловская» — «Волжская» длиной 12,2 км с 6 станциями открыт 28 декабря 1995 года. Стала первой линией, целиком открытой уже после распада Советского Союза, хотя строиться начала ещё в конце 1980-х. На схемах обозначается светло-зелёным (салатовым) цветом и числом .
В состав линии входит 26 станций, общая длина — 43,9 км. Среднее время поездки по всей линии — 68 минут (от «Физтеха» до «Зябликово»). Средняя скорость движения подвижного состава — около 40 км/ч. Линия целиком проходит под землёй, за исключением участка «Волжская» — «Люблино», построенного над уровнем земли и засыпанного впоследствии чужеродным грунтом; на этом же перегоне находится крытый метромост «Волжский».
Перед выходом на парковые пути в депо Лихоборы есть ещё один крытый метромост «Лихоборы». Участки «Физтех» — «Селигерская» и «Кожуховская» — «Зябликово» мелкого заложения, участок «Верхние Лихоборы» — «Дубровка» — глубокого. Все станции линии имеют островные платформы. На всех станциях, кроме «Петровско-Разумовской» в сторону станции «Фонвизинская», вход и выход пассажиров осуществляется с левой стороны по ходу движения поезда. После продления до станции «Физтех» линия стала третьей по длине (после Большой кольцевой и Арбатско-Покровской).
С 19 июня 2010 года Люблинско-Дмитровская линия — единственная в Московском метрополитене, которая не имеет пересадки в одном из двух мест её пересечения с Кольцевой линией, однако в будущем планируется строительство одноименной станции.
По данным 2010 года, на линии было задействовано более 200 вагонов. Среднесуточно всеми станциями линии в 2011 году пользовалась 731 тысяча человек; станциями на новом участке «Селигерская» — «Физтех» за неделю с момента открытия 7 сентября 2023 года воспользовались 213 тысяч человек.
Люблинско-Дмитровская линия станет последней в Московском метрополитене, с которой, в рамках обновления подвижного состава, уберут вагоны серии 81-717/714 и их модификации, а также 81-717.6/714.6, что планируется сделать к 2030 году, начав приблизительно в 2027 году. Люблинско-Дмитровская линия является единственной в Московском метрополитене, на которой эксплуатируется модель вагонов 81-717.6/714.6.

## Пуск участков
Первый участок линии (Люблинский радиус) начал строиться в конце 1980-х годов, и был открыт в 1995 году, центральный участок открылся в конце 2000-х, оставшаяся часть сооружена на протяжении 2010-х годов. Движение открыто на участках:
- 1995 год: «Чкаловская» — «Волжская».
- 1996 год: «Волжская» — «Марьино».
- 1999 год: станция «Дубровка» (в составе участка «Чкаловская» — «Марьино»).
- 2007 год: «Чкаловская» — «Трубная». Станция «Трубная» была открыта 30 августа, «Сретенский бульвар» — 29 декабря.
- 2010 год: «Трубная» — «Марьина Роща». Станции «Достоевская» и «Марьина Роща» открыты 19 июня.
- 2011 год: «Марьино» — «Зябликово». Станции «Борисово», «Шипиловская» и «Зябликово» открыты 2 декабря.
- 2016 год: «Марьина Роща» — «Петровско-Разумовская». Второй зал «Петровско-Разумовской» открылся 29 августа для переключения движения на кросс-платформенную пересадку. Станции «Бутырская» и «Фонвизинская» открыты 16 сентября.
- 2018 год: «Петровско-Разумовская» — «Селигерская». Станции «Окружная», «Верхние Лихоборы» и «Селигерская» открыты 22 марта.
- 2023 год: «Селигерская» — «Физтех». Станции «Яхромская», «Лианозово» и «Физтех» открыты 7 сентября.

## История
Первоначальный проект линии был разработан в конце 1970-х годов. По нему планировалось связать север и юго-восток столицы одной веткой, не пересекающей реку Москву. На юге она должна была пройти мимо платформы Люблино Курского направления МЖД, обеспечив удобную пересадку на электропоезда, затем вдоль Краснодонской улицы до пересечения со Ставропольской улицей. Однако, по официальной информации, из-за близости трассы линии к охранной зоне памятника архитектуры «Усадьба Люблино», под давлением общественности, проект был изменён: трассу линии перенесли на Совхозную улицу с добавлением ещё одной станции. На прежнюю трассу (на Люблинскую улицу) линия возвращается только после станции «Братиславская». Проект Дмитровского радиуса (север) предлагал трассировку для направления контура в районы Дегунино и Бескудниково со стыковкой на существующей «Петровско-Разумовской».
Изначально линию планировалось строить с севера на юг. Ещё в 1979 году был вырыт котлован в районе развилки Дмитровского и Коровинского шоссе, на месте будущей станции «Селигерская». Однако в связи с активной застройкой районов, расположенных по другую сторону Савёловского направления Московской железной дороги — Отрадное, Бибирево и Алтуфьево, которые были больше, чем Бескудниково и Дегунино, строительство было прекращено. Работы на юго-восточном (Люблинском) радиусе линии были начаты в июле 1987 года c закладки ствола на месте будущей станции «Римская» (первоначальное проектное название (на время строительства) — «Серп и Молот»). В этом же году линия начинает обозначаться на схемах как строящаяся, но ещё без указания названий станций.
Первые 14 километров Люблинской линии было запланировано построить до конца 12-й пятилетки в 1990 году. Предполагалось, что к началу XXI века она уже полностью войдёт в строй (от «Дегунино» до «Зябликово»)[уточнить].
Тем не менее, экономический кризис, связанный с распадом СССР, значительно задержал строительство первого участка. В 1992 году строительство было приостановлено и возобновлено только осенью 1993 года, вместе с электродепо «Печатники». За 1994-й была построена основная часть Люблинского радиуса, в 1995-м линию наконец подвели к «Чкаловской». Таким образом, в результате изменения трассы и недостатка финансирования первый участок из 6 станций и депо был пущен с пятилетним опозданием и открыт лишь 28 декабря 1995 года, но с множественными недоделками. Из запроектированных пересадочных узлов полностью готов был только узел «Площадь Ильича» — «Римская», на станции «Чкаловская» не действовала пересадка на станции «Курская» Арбатско-Покровской линии, а пересадка со станции «Крестьянская Застава» на «Пролетарскую» ещё только начинала строиться и была готова лишь спустя два года. Поскольку южный конец участка не успевали сдать в срок, открытие его конечной станции «Люблино» задерживалось и было произведено уже вместе со станциями «Братиславская» и «Марьино» 25 декабря 1996 года.
Из-за водонасыщенных грунтов возникли трудности со строительством наклонного хода станции «Дубровка», изначально планировавшейся к открытию в 1995-м году. Положение осложнялось тем, что утечки горячей воды на крупных промышленных предприятиях, расположенных близко к зоне строительства, постоянно «подогревали» находящийся внизу плывун; из-за этого не удавалось применить глубокую заморозку. Поезда более 4 лет следовали через станцию без остановки. Однако, в связи с общим кризисом 1998 года в экономике страны эти заводы остановились, перестав воздействовать на грунтовые воды. Это помогло метростроителям закончить проходку проблемного участка. Станция была открыта 11 декабря 1999 года.
Тем не менее, дефолт 98-го года повлиял весьма отрицательно на прокладку северного радиуса Люблинской линии. Несмотря на то, что за 1997 год были построены оба тоннеля от «Чкаловской» примерно почти до «Трубной», строительство остановилось в следующем же году, и было возобновлено лишь в 2004-м. В результате обе станции — «Сретенский бульвар» и «Трубная» — были построены за три года и открыты только в 2007 году, причём последняя была открыта раньше, так как на «Сретенском Бульваре» возникли проблемы со строительством наклонного хода. Они стали первыми за 19 лет станциями, построенными внутри Кольцевой линии. Дальше строительство продлилось на север, и почти через три года, 19 июня 2010 года, были открыты «Достоевская» и «Марьина Роща», чьё строительство также началось ещё в 1990-х. С 19 июня 2010 года до 2 декабря 2011 года конечные станции (на противоположных концах линии) носили созвучные названия: «Марьино» и «Марьина Роща».
До мая 2011 года станция «Сретенский бульвар» была единственной в Московском метрополитене, у которой отсутствовал прямой выход в город, а выйти можно было только через станции «Тургеневская» и «Чистые пруды». Совмещённый с «Тургеневской» вестибюль, встроенный в подземный переход, строился несколько лет, его открытие несколько раз переносилось, в итоге церемония состоялась 31 мая 2011 года. 24 декабря 2012 года был открыт северный вестибюль станции «Марьина Роща».

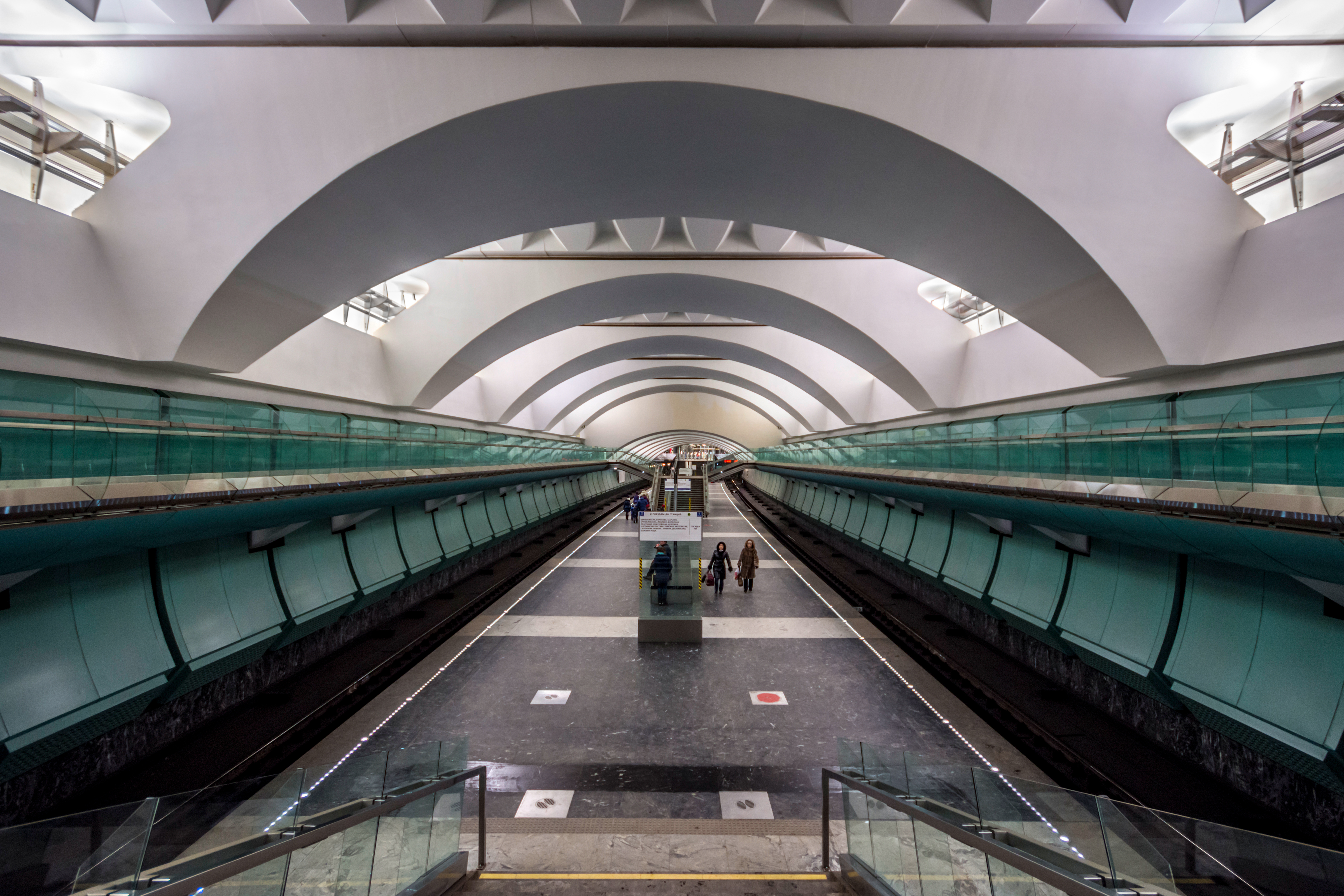
Станция

Открытие нового участка от станции «Марьино» до станции «Зябликово» состоялось 2 декабря 2011 года. Тем самым «Зябликово» стала конечной станцией южного радиуса линии. Благодаря продлению линии на юг появилась станция метро «Борисово» в районе Братеево, возросло (с 1 до 3) число станций метро в районе Зябликово, близко к границе района Орехово-Борисово Южное также появилась станция метро («Зябликово»).

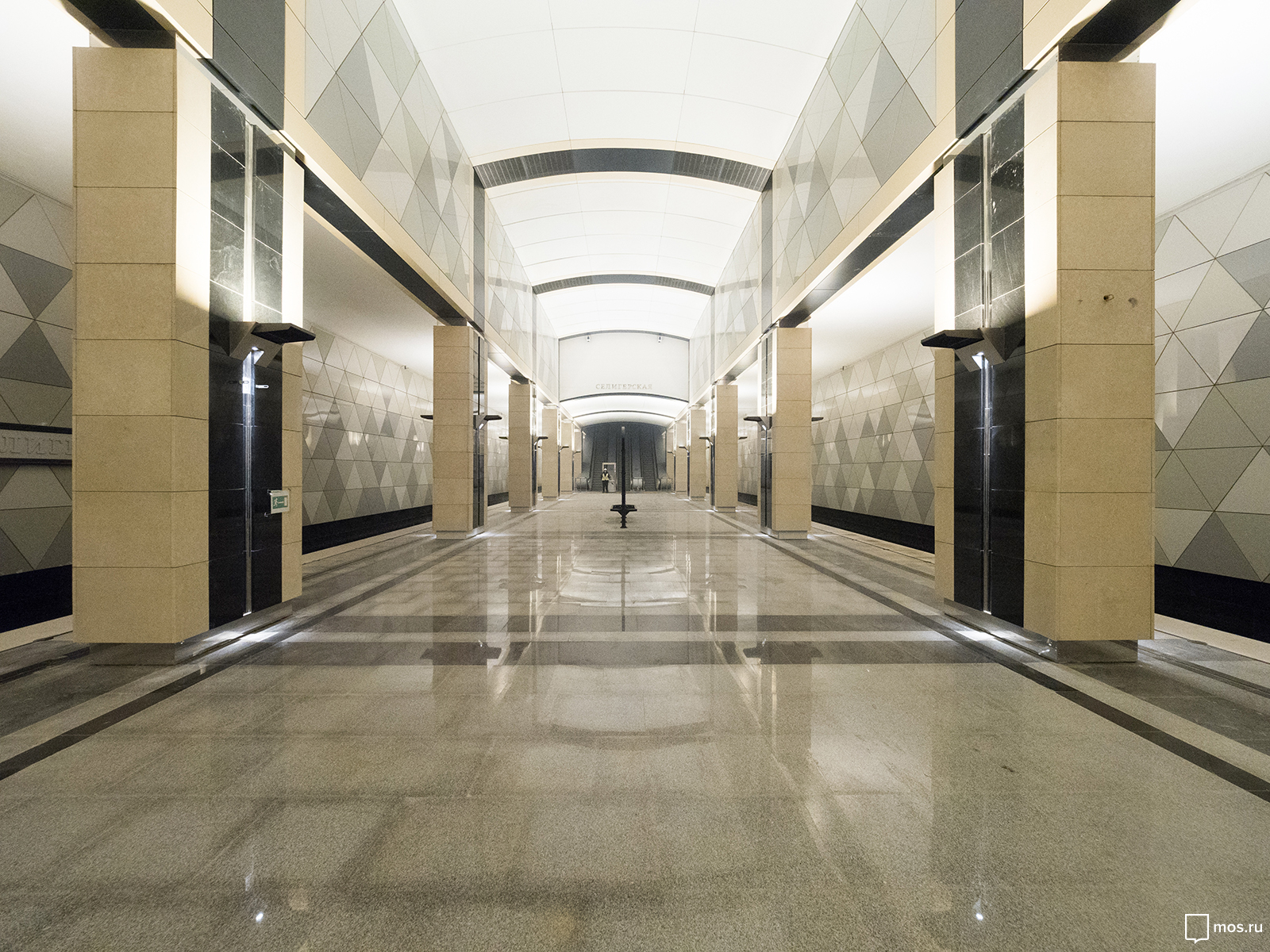
Станция

Летом 2011 года началось строительство северного (Дмитровского) радиуса линии от станции «Марьина Роща» до станции «Селигерская». Все работы по продлению на север (6 станций, длина 10,6 километра) планировалось завершить до конца 2014 года, однако в дальнейшем строители столкнулись с большим объёмом работ и техническими сложностями, связанными с наличием плывуна, поэтому в конце 2013 года появилась информация о переносе сроков сдачи. Позже было принято решение вводить участок в 2 этапа: в 2015 году от «Марьиной Рощи» до «Петровско-Разумовской»; а в 2016 году — до «Селигерской» с двумя промежуточными станциями и электродепо ТЧ-19 «Лихоборы». Открытие первого этапа северного радиуса Люблинско-Дмитровской линии от станции «Марьина Роща» до второго зала станции «Петровско-Разумовская» с промежуточными станциями «Бутырская» и «Фонвизинская» состоялось лишь 16 сентября 2016 года. С вводом нового участка линия получила дополнительную кросс-платформенную пересадку на Серпуховско-Тимирязевскую линию, а также перераспределила потоки пассажиров на станции «Петровско-Разумовская». Ввод второй очереди северного участка с тремя станциями от «Петровско-Разумовской» до «Селигерской» состоялся 22 марта 2018 года. С открытием новых станций Люблинско-Дмитровская линия пришла в крупные районы Бескудниковский, Западное Дегунино и Дмитровский на севере города.
Определённое время в СМИ Северного и Северо-Восточного административных округов бытовала легенда о возможной «смене цвета» станций Люблинско-Дмитровской и Серпуховско-Тимирязевской линий, располагающихся севернее станции «Петровско-Разумовская». Так, по окончании строительства участка «Петровско-Разумовская» — «Селигерская» якобы планировалось передать этот отрезок пути Серпуховско-Тимирязевской линии, а станции от «Алтуфьево» до «Петровско-Разумовской» — Люблинско-Дмитровской. По мнению газетчиков, такая рокировка позволила бы избежать перекрёстного пересечения линий, упростив схему движения поездов. При этом станция «Петровско-Разумовская» стала бы «точкой соприкосновения» линий, местом пересадки.

## Организация строительства
- Станция «Римская» — колонная глубокого заложения — была построена по новому проекту, без подплатформенных помещений. Этот же проект был модифицирован и превращён в новый тип станции в Москве — колонно-стеновые, внутренние несущие элементы конструкции которых опираются на монолитную железобетонную плиту, а все водозащитные зонты выполнены из полимерных трудногорючих материалов. Все примеры данного типа находятся на этой же линии: «Крестьянская Застава», «Дубровка», а также более поздние «Трубная» и «Достоевская», являются единственными на сей день представителями глубоких станций колонно-стенового типа во всём Московском метрополитене. Кроме того, в художественном оформлении станции «Римская» принимали участие итальянские архитекторы[10] (первый случай иностранной помощи метростроевцам после совместной разработки проектов некоторых станций Сокольнической линии в начале 1930-х гг.).
- Обделка перегонных тоннелей и притоннельных сооружений на участках закрытого способа работ выполнена из чугуна и сборного железобетона. Впервые на строительстве Московского метрополитена, при проходке сложного переходного участка с глубокого заложения на мелкое между станциями «Дубровка» и «Кожуховская», применён тоннелепроходческий комплекс «Herrenknecht» диаметром 6,2 м, с использованием активного бентонитового пригруза забоя и гидротранспорта для выдачи грунта по трубопроводам[10]. На этом участке в качестве обделки использована новая конструкция из высокоточных железобетонных блоков. Стыки герметизированы эластомерными резиновыми уплотнителями, устанавливаемыми на блоки перед их монтажом[10].
- Перегонные тоннели на участке «Фонвизинская» — «Бутырская» содержат секции с обделкой из набрызг-бетона, укреплённого фиброй), которые дублированы чугуном[24].
- При пересечении Люблинского пруда проходка велась открытым способом в песчаной дамбе, отсыпанной в русле водоёма. По периметру котлована со свайным креплением была устроена защитная стена из замороженного грунта. После окончания проходки дамба была разобрана и Люблинский пруд был восстановлен[10].
- В составе Люблинско-Дмитровской линии наибольшее количество станций глубокого заложения в Московском метрополитене — 13 станций. Для сравнения, Серпуховско-Тимирязевская и Калужско-Рижская включают в себя по 10 станций глубокого заложения, все станции Кольцевой линии также глубокого заложения, но их всего 12.

## Станции
|        | Название станции Прежние названия | Дата открытия    | Пере- садки | Глубина, м | Тип конструкции                                                                               | Координаты                      | Вид станции |
| ------ | --------------------------------- | ---------------- | ----------- | ---------- | --------------------------------------------------------------------------------------------- | ------------------------------- | ----------- |
| @10 01 | «Физтех»                          | 7 сентября 2023  |             |            | односводчатая мелкого заложения                                                               | 55°55′18″ с. ш. 37°32′47″ в. д. |             |
| @10 02 | «Лианозово»                       | 7 сентября 2023  | D1          |            | колонная мелкого заложения трёхпролётная                                                      | 55°53′56″ с. ш. 37°32′41″ в. д. |             |
| @10 03 | «Яхромская»                       | 7 сентября 2023  |             |            | колонная мелкого заложения трёхпролётная                                                      | 55°52′48″ с. ш. 37°32′43″ в. д. |             |
| @10 04 | «Селигерская»                     | 22 марта 2018    |             | −20        | колонная мелкого заложения трёхпролётная                                                      | 55°51′59″ с. ш. 37°32′50″ в. д. |             |
| @10 05 | «Верхние Лихоборы»                | 22 марта 2018    |             | −65        | пилонная глубокого заложения трёхсводчатая                                                    | 55°51′22″ с. ш. 37°33′40″ в. д. |             |
| @10 06 | «Окружная»                        | 22 марта 2018    | 14 D1       | −65        | пилонная глубокого заложения трёхсводчатая                                                    | 55°50′46″ с. ш. 37°34′26″ в. д. |             |
| @10 07 | «Петровско-Разумовская»           | 16 сентября 2016 | 09 D3       | −61        | колонная глубокого заложения трёхсводчатая колонно-стеновая глубокого заложения трёхсводчатая | 55°50′06″ с. ш. 37°34′28″ в. д. |             |
| @10 08 | «Фонвизинская»                    | 16 сентября 2016 |             | −65        | пилонная глубокого заложения трёхсводчатая                                                    | 55°49′22″ с. ш. 37°35′17″ в. д. |             |
| @10 09 | «Бутырская»                       | 16 сентября 2016 | D3          | −60        | пилонная глубокого заложения трёхсводчатая                                                    | 55°48′48″ с. ш. 37°36′10″ в. д. |             |
| @10 10 | «Марьина Роща»                    | 19 июня 2010     | 11 D2 D4    | −60        | пилонная глубокого заложения трёхсводчатая                                                    | 55°47′43″ с. ш. 37°36′58″ в. д. |             |
| @10 11 | «Достоевская»                     | 19 июня 2010     |             | −60        | колонно-стеновая глубокого заложения трёхсводчатая                                            | 55°46′54″ с. ш. 37°36′54″ в. д. |             |
| @10 12 | «Трубная»                         | 30 августа 2007  | 09          | −60        | колонно-стеновая глубокого заложения трёхсводчатая                                            | 55°46′08″ с. ш. 37°37′12″ в. д. |             |
| @10 13 | «Сретенский бульвар»              | 29 декабря 2007  | 01 06       | −60        | пилонная глубокого заложения трёхсводчатая                                                    | 55°46′00″ с. ш. 37°38′21″ в. д. |             |
| @10 14 | «Чкаловская»                      | 28 декабря 1995  | 03 05 D2 D4 | −51        | пилонная глубокого заложения трёхсводчатая                                                    | 55°45′23″ с. ш. 37°39′26″ в. д. |             |
| @10 15 | «Римская»                         | 28 декабря 1995  | 08 D2 D4    | −54        | колонная глубокого заложения трёхсводчатая                                                    | 55°44′47″ с. ш. 37°40′55″ в. д. |             |
| @10 16 | «Крестьянская Застава»            | 28 декабря 1995  | 07          | −47        | колонно-стеновая глубокого заложения трёхсводчатая                                            | 55°43′59″ с. ш. 37°40′02″ в. д. |             |
| @10 17 | «Дубровка»                        | 11 декабря 1999  | 14          | −62        | колонно-стеновая глубокого заложения трёхсводчатая                                            | 55°43′07″ с. ш. 37°40′34″ в. д. |             |
| @10 18 | «Кожуховская»                     | 28 декабря 1995  | 14          | −12        | односводчатая мелкого заложения                                                               | 55°42′27″ с. ш. 37°41′06″ в. д. |             |
| @10 19 | «Печатники»                       | 28 декабря 1995  | 11 D2 D2    | −5         | колонная мелкого заложения трёхпролётная                                                      | 55°41′36″ с. ш. 37°43′37″ в. д. |             |
| @10 20 | «Волжская»                        | 28 декабря 1995  |             | −8         | однопролётная мелкого заложения                                                               | 55°41′27″ с. ш. 37°45′11″ в. д. |             |
| @10 21 | «Люблино»                         | 25 декабря 1996  |             | −8         | односводчатая мелкого заложения                                                               | 55°40′33″ с. ш. 37°45′42″ в. д. |             |
| @10 22 | «Братиславская»                   | 25 декабря 1996  |             | −8         | колонная мелкого заложения двухпролётная                                                      | 55°39′35″ с. ш. 37°45′02″ в. д. |             |
| @10 23 | «Марьино»                         | 25 декабря 1996  |             | −8         | однопролётная мелкого заложения                                                               | 55°39′00″ с. ш. 37°44′35″ в. д. |             |
| @10 24 | «Борисово»                        | 2 декабря 2011   |             | −10        | односводчатая мелкого заложения                                                               | 55°38′00″ с. ш. 37°44′37″ в. д. |             |
| @10 25 | «Шипиловская»                     | 2 декабря 2011   |             | −10        | односводчатая мелкого заложения                                                               | 55°37′16″ с. ш. 37°44′37″ в. д. |             |
| @10 26 | «Зябликово»                       | 2 декабря 2011   | 02          | −15        | односводчатая мелкого заложения                                                               | 55°36′45″ с. ш. 37°44′43″ в. д. |             |

## Средства сигнализации и связи
Основное средство сигнализации — система АЛС-АРС без автостопов и защитных участков. Напольное оборудование АЛС-АРС — АРС-Днепр 2/6, поездное оборудование — АРС-МП (микропроцессорная).
Резервное (дополнительное) средство сигнализации — двузначная автоблокировка. Светофоры автоматического действия при её неиспользовании нормально погашены, включаются для возможности проезда подвижного состава с необорудованными/неисправными/нерабочими устройствами АЛС-АРС, поскольку сигнал «один синий огонь», включённый на светофорах полуавтоматического действия, согласно Инструкции по сигнализации (ИСИ), является для них запрещающим показанием.

## Электродепо
| Электродепо       | Период                 |
| ----------------- | ---------------------- |
| ТЧ-15 «Печатники» | 1995 — настоящее время |
| ТЧ-19 «Лихоборы»  | 2018 — настоящее время |
| ТЧ-23 «Южное»     | с открытия             |

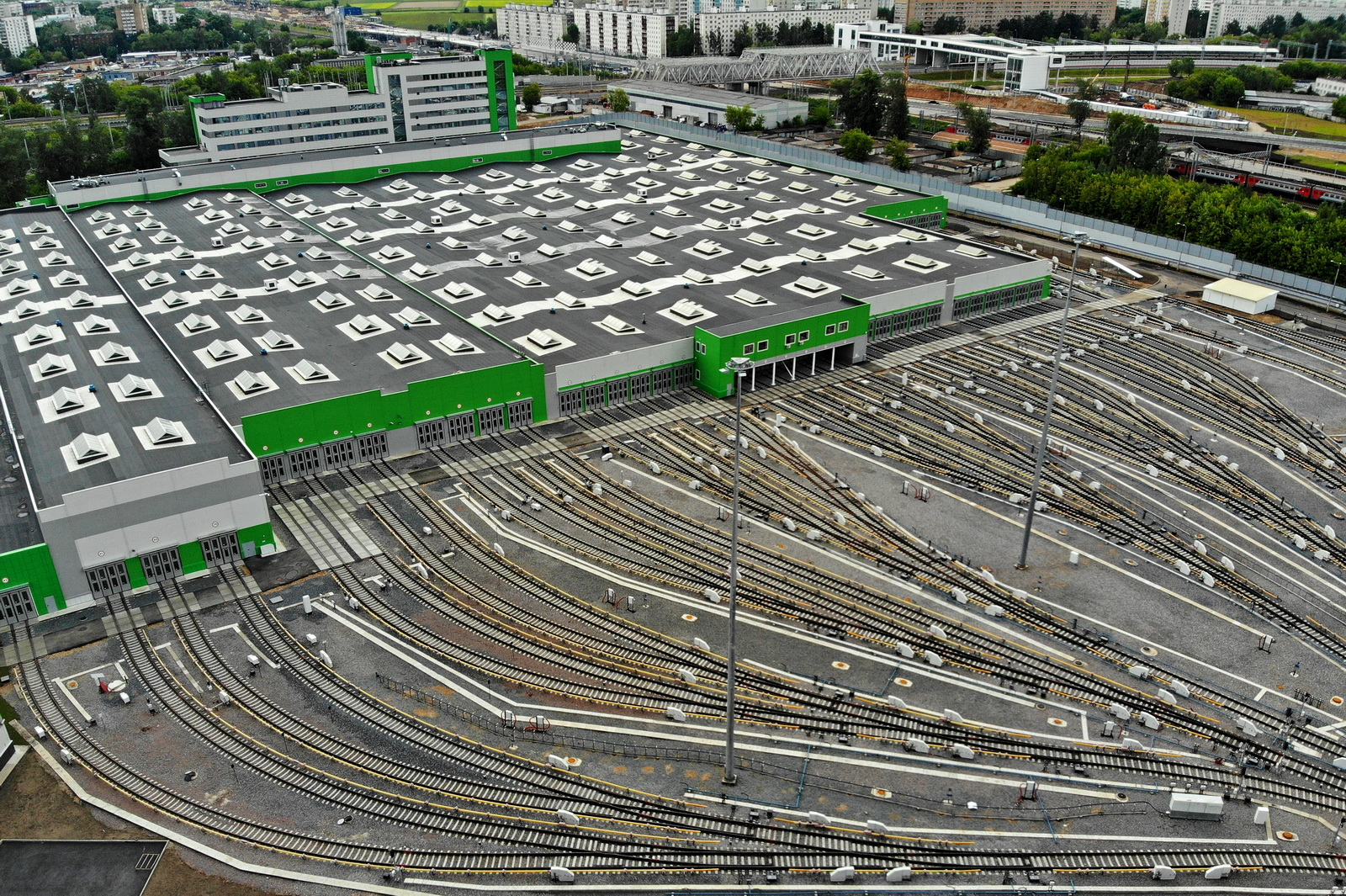
Электродепо «Лихоборы».

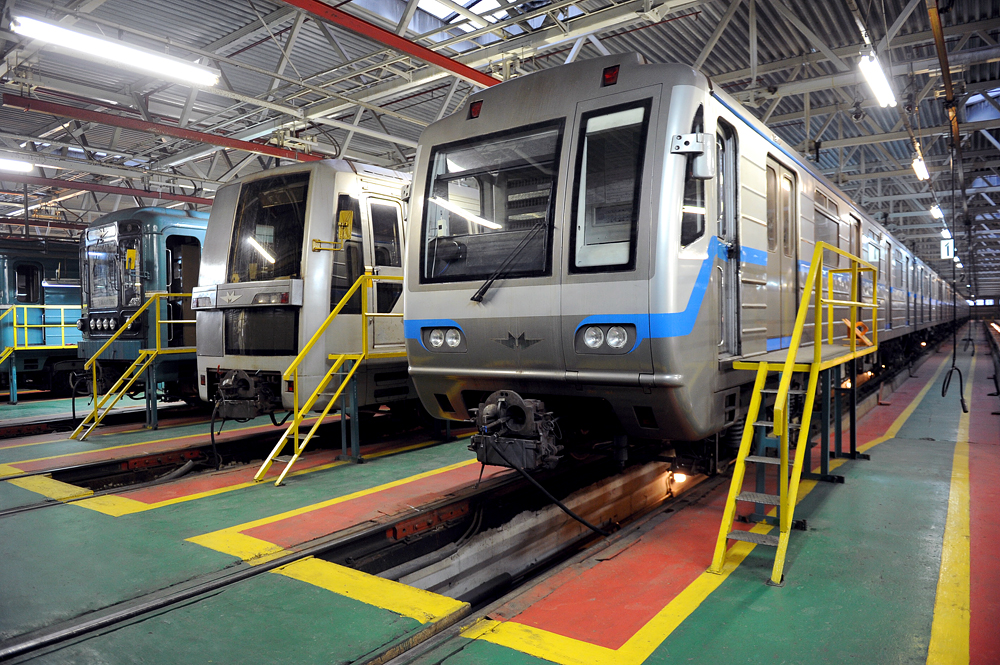
Метропоезда 81-717.6/714.6, 81-720.1/721.1 «Яуза» и 81-717.5М/714.5М в электродепо «Печатники»

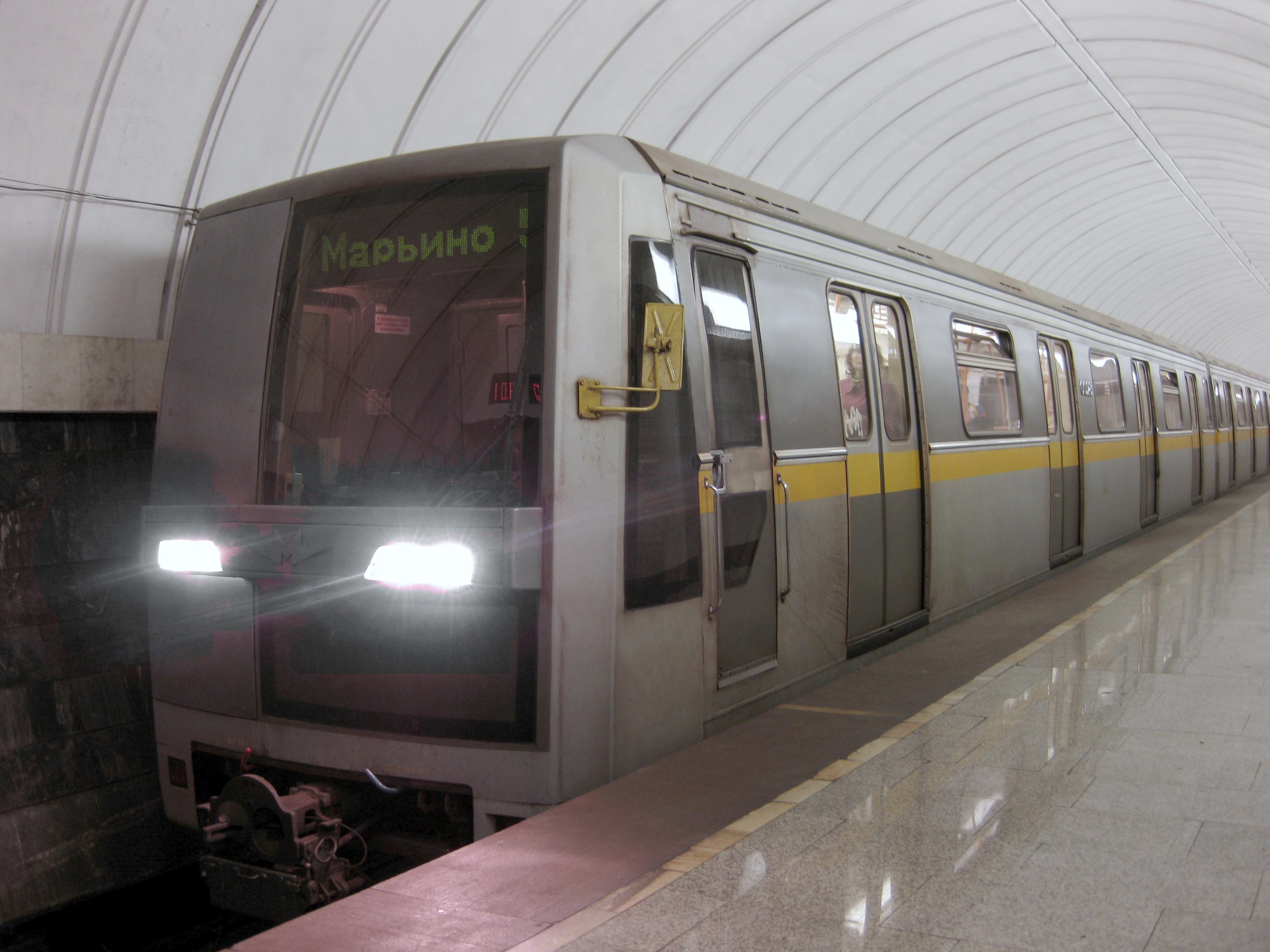
Метропоезд 81-720.1/721.1 «Яуза» на станции

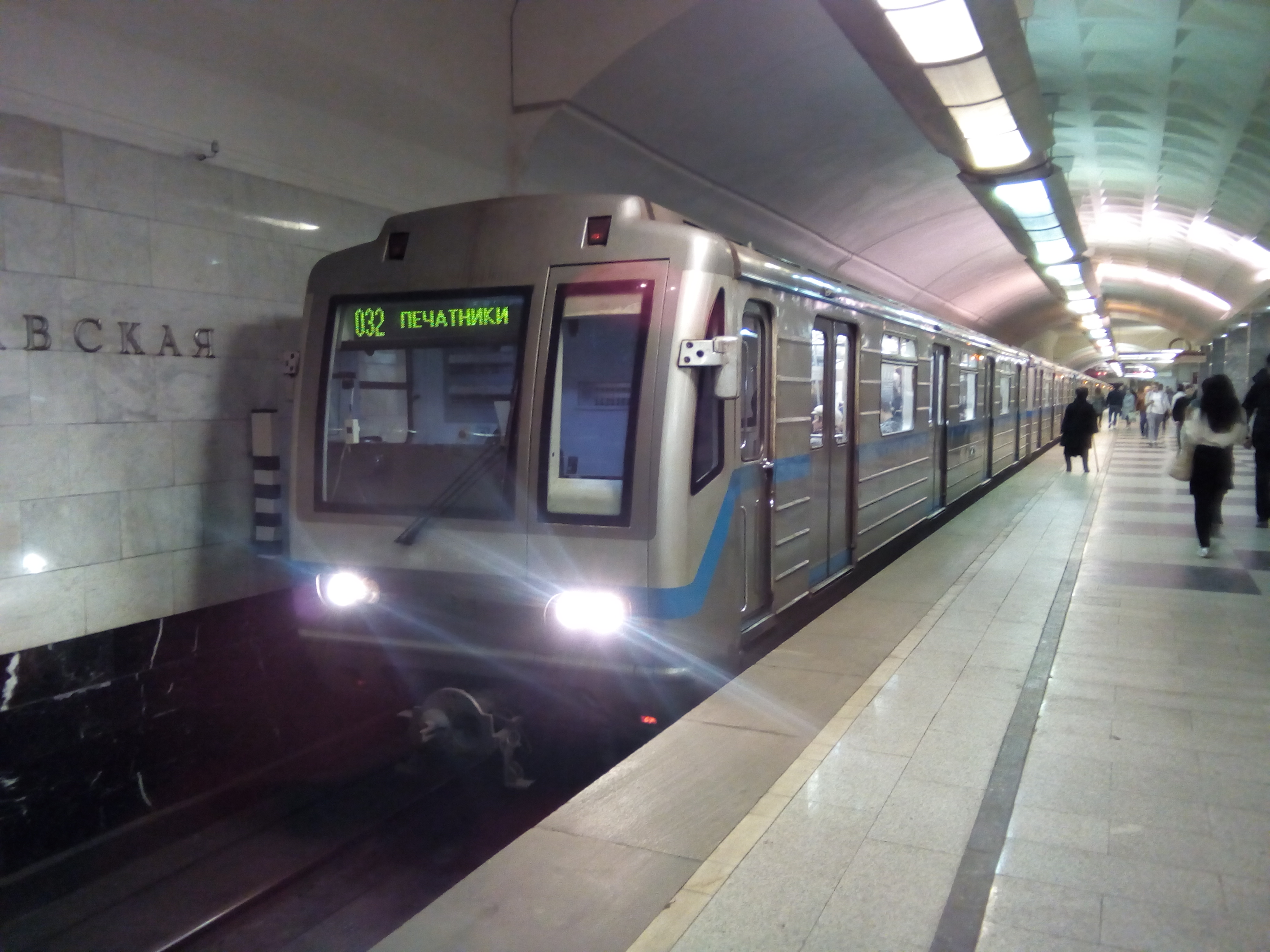
Состав из вагонов 81-717.6/714.6 на станции

Со дня открытия линию обслуживает электродепо «Печатники». К открытию линии в депо поступил как новый подвижной состав, так и использованные вагоны с Калужско-Рижской линии. 11 июня 2018 года введено в эксплуатацию электродепо «Лихоборы», расположенное рядом с одноимённой платформой Октябрьской железной дороги.

## Подвижной состав

### Количество вагонов в поезде
| Количество                     | Период                 |
| ------------------------------ | ---------------------- |
| 7                              | 1995—2008              |
| 6 (опытные вагоны типа «Яуза») | 1998—2000              |
| 8                              | 2008 — настоящее время |

### Тип подвижного состава
| Тип                   | Период                          |
| --------------------- | ------------------------------- |
| 81-717.5/714.5        | 1995 — настоящее время          |
| 81-717.5М/714.5М      | 1995 — настоящее время          |
| 81-570/571            | 1995 — настоящее время          |
| 81-720/721 «Яуза»     | 1998—2008                       |
| 81-720.1/721.1 «Яуза» | 2005—2019; 2019—2023 (музейный) |
| 81-717.6/714.6        | 2011 — настоящее время          |
| 81-760/761 «Ока»      | в 2016                          |

В настоящее время линию обслуживают составы из вагонов 81-717.5/714.5, 81-717.5М/714.5М, 81-570/571 и 81-717.6/714.6 (81-570/571 изначально предназначались для Тегеранского метрополитена, однако тендер на их поставку был сорван). В начале 2000-х годов планировалось полностью перевести Люблинско-Дмитровскую линию на вагоны типа «Яуза», однако, учитывая непростую историю внедрения этих вагонов, ТЧ-15 «Печатники» было доукомплектовано «Номерными» составами 81-717.5М/714.5М. В 2008 году в связи с переводом линии на восьмивагонные составы все опытно-промышленные «Яузы» 81-720/721 были переданы в ТЧ-7 «Замоскворецкое» для обслуживания в шестивагонном исполнении Каховской линии. Из серийных «Яуз» 81-720.1/721.1 было сформировано три восьмивагонных состава, один из которых впоследствии был отстранён от эксплуатации. 2 августа 2019 года, вскоре после аварии с участием опытно-промышленных составов 81-720/721 на Каховской линии, серийные «Яузы» 81-720.1/721.1 были также отстранены от эксплуатации с пассажирами на Люблинско-Дмитровской линии. Таким образом, эксплуатация вагонов типа «Яуза» в Московском метрополитене была полностью прекращена.
15 сентября 2016 года к открытию северного радиуса на линию вышел один состав из вагонов 81-760/761 «Ока», однако его эксплуатация носила временный характер, и уже 7 октября он был возвращён обратно в ТЧ-8 «Варшавское». Ранее первый опытный поезд данной модели также принимал участие в открытии станций «Достоевская» и «Марьина Роща» 19 июня 2010 года, где впервые был представлен мэру города и журналистам.

### Именные поезда
В настоящее время именные поезда по Люблинско-Дмитровской линии не ходят, ранее эксплуатировались следующие составы: в 2015—2017 годах по линии курсировал именной поезд «Полосатый экспресс», оформленный картинами флоры и фауны Дальнего Востока, в особенности амурских тигров и дальневосточных леопардов. В сентябре 2016 года с Калужско-Рижской линии был передан поезд «Читающая Москва», оформленный в библиотечно-литературной стилистике: полки с книгами и рукописями, отрывки из книг, цитаты участников проекта и классиков мировой литературы. К февралю 2020 года оформление поезда было снято.

## Зонный оборот поездов
По причине невозможности в часы пик организовать оборот всех поездов на конечной станции (заезд в тупик, смена «головы», перевод стрелки и выезд занимают больше времени, чем интервал движения, особенно если учесть пересечение траекторий поездов на въезде и выезде (поворот стрелки)), организуют так называемые зонные обороты поездов, то есть поезда следуют не до конечной станции, а до ближайшей станции, где есть путевое развитие и возможность организовать оборот поезда (смену его направления движения). На Люблинско-Дмитровской линии для этого используют станции «Марьина Роща» и «Петровско-Разумовская» в сторону станции «Физтех», а также станции «Дубровка», «Люблино», «Марьино» в сторону станции «Зябликово». Также при заходе в электродепо (при движении в сторону центра) ТЧ-15 «Печатники» и ТЧ-19 «Лихоборы» поезда могут следовать до станций «Печатники» и «Окружная» соответственно.

## Перспективы
В начале ноября 2017 года стало известно, что между станциями «Кожуховская» и «Печатники» Люблинского радиуса может быть построена новая станция «Южный порт», которая расположится в одноимённой промзоне. Станцию планировалось начать строить в 2022 году, открытие планировалось к 2024 году, однако было перенесено на 2027 год. Согласно адресной инвестиционной программе Москвы с 2021 по 2023 год на строительство станции с рабочим названием «Южный порт» будет выделено 7 миллиардов рублей.
Прорабатывается возможность продления линии за станцию «Физтех» в аэропорт Шереметьево. Ранее отмечалось, что такая возможность отсутствует в связи с его расположением в Московской области.

## Происшествия

### Авария энергосети 25 мая 2005 года
25 мая 2005 года движение поездов на линии отсутствовало из-за аварии на энергосети.

### Сбои
6 сентября 2022 года в 6 часов утра Люблинско-Дмитровская линия стала одной из пяти линий, на которых временно остановилось движение (конкретно — на участке «Зябликово» — «Петровско-Разумовская») из-за повреждённого кабеля, необходимого для управления движением поездов на нескольких линиях, при проведении ночных работ подрядной организацией «Каста».

### Авария на станции «Печатники» 11 октября 2023 года
11 октября 2023 года в 10:22 на станции «Печатники» перегонявшийся из электродепо ТЧ-15 «Печатники» в ТЧ-3 «Измайлово» на хранение четырёхвагонный электропоезд «Яуза» врезался в состав из вагонов 81-717.5М/714.5М по причине ошибки машиниста Н. А. Козлова, ранее занимавшего пост главного ревизора по безопасности движения, но не имевшего допуска к управлению подвижным составом, заключавшейся в отключении системы АРС, отвечающей за безопасность движения поездов. Ранее Козлов уже был замечен в опасном управлении поездом во время обкатки «Москвы-2020» по Большой кольцевой линии 29 декабря 2022 года, вплотную приблизившись к поезду «Москва». После аварии машинист оказался зажатым в кабине, из-за чего спасатели с трудом его извлекли и передали врачам. У него были диагностированы перелом ноги и травмы нескольких частей тела. Пять пассажиров состава из вагонов 81-717.5М/714.5М были ранены. Во время разбора состава на части спасатели помогали пассажирам выбраться из задымлённой станции. В связи с аварией на перегоне «Дубровка» — «Люблино» было запущено 59 компенсационных автобусов, на Курском направлении МЖД началась эксплуатация дополнительных электропоездов, пассажиров призвали пользоваться Большой кольцевой и Замоскворецкой линиями, в том числе МЦД-2. Через некоторое время движение электропоездов на Люблинско-Дмитровской линии было восстановлено.
Происшествие было охарактеризовано Департаментом транспорта как «накат» одного состава на другой, что, однако, таковым не является, так как проверка наката, — выявление отсутствия препятствий движению поезда, — это, как правило, — штатное (стандартное) действие машинистов.

#### Влияние аварии на игровую индустрию
Разработчиками мобильной игры «Subtransit Drive», упоминая аварию на станции «Печатники», было анонсированно появление в игре электропоезда «Яуза» обеих разновидностей — с коллекторными электродвигателями и асинхронными, модификации «.1» (оригинальной). «Subtransit Drive» является продолжением дополнения (мода) «Metrostroi Subway Simulator» к игре «Garry’s Mod» в Steam на игровом движке Unreal Engine 4. Дополнение «Metrostroi Subway Simulator» отличается от других компьютерных симуляторов поезда высокой реалистичностью.

## В культуре
Небольшой участок Люблинско-Дмитровской линии («Люблино» — «Дубровка») есть в дополнении (моде) «Metrostroi Subway Simulator» к игре «Garry’s Mod» в Steam. Линия разработана «игроками-энтузиастами» и функционирует в виде аддонов в Steam Workshop. Дополнение отличается от других компьютерных симуляторов поезда высокой реалистичностью.